# Замок Ештаун
Замок Ештаун (англ. Ashtown Castle, ірл. Caisleán Bhaile an Ásaighis) — Кашлен Балє ан Ашахіс — один із замків Ірландії, розташований в графстві Дублін, на території нинішнього Фенікс-парку в Дубліні.
Замок побудований на основі більш давнього замку. Колись це був замок папського нунція. Замок довгий час не використовувався і передвоювався в руїну до 1978 року, коли почалась реставрація замку. Частина замку зруйнувалась і втрачена назавжди через вади конструкції. Під час реставрації було відновлено більш давню споруду. Нині замок відкритий для відвідувачів і є частиною Фенікс-парку.
Вважається, що перший замок Ештаун був побудований у 1430 році, хоча ця дата сумнівна, оскільки замок побудований за розмірами і архітектурою, які не відповідають спорудам того часу. У той час влада лордства Ірландія пропонувала гроші в розмірі £ 10 для тих, хто побудував замок для своєї власної безпеки. Пізніше замок Ештаун став частиною споруди Ештаун-лодж, що мала служити як офіційна резиденція заступника секретаря Ірландії з 1782 року.
Біля замку Ештаун в останні роки було проведено багато концертів.